# 권터딕딕
권터딕딕 또는 권터작은영양(Madoqua guentheri)은 동아프리카에서 발견되는 딕딕의 일종이다. 몸무게 3~5kg까지 자란다. 털 색은 누르스름한 회색부터 불그스레한 갈색까지 띤다. 3~5cm의 짧은 꼬리와 9.8cm 정도의 뿔을 갖고 있다. 에티오피아와 케냐, 소말리아, 남수단 그리고 우간다와 대중적으로 가장 많이 알려진 장소인 이집트에서 발견된다. 굴을 파는 습성을 갖고 있기 때문에 모래가 많은 이집트에서도 서식한다.